# Жираф (стихотворение)
«Жира́ф» — стихотворение Николая Гумилёва, написанное в 1907 году. Впервые опубликовано в книге «Романтические цветы» (1908). Первое издание посвящено Анне Андреевне Го́ренко.

## История
Сегодня, я вижу, особенно грустен твой взгляд,

И руки особенно тонки, колени обняв.

Послушай: далёко, далёко, на озере Чад

Изысканный бродит жираф.

Ему грациозная стройность и нега дана,

И шкуру его украшает волшебный узор,

С которым равняться осмелится только луна,

Дробясь и качаясь на влаге широких озёр.
Идея отправиться в Африку возникла у Гумилёва после неудачных попыток завоевать сердце Анны Ахматовой: в 1907 году он дважды делал ей предложение и в обоих случаях получал отказ. Многое в том путешествии поразило поэта: встречи с пилигримами, задержание полицией в Трувилле за безбилетный проезд на пароходе, экзотическая еда. В какой-то момент, пресытившись новыми впечатлениями, Гумилёв признался:
Я устал от Каира, от солнца, туземцев, европейцев, декоративных жирафов и злых обезьян.

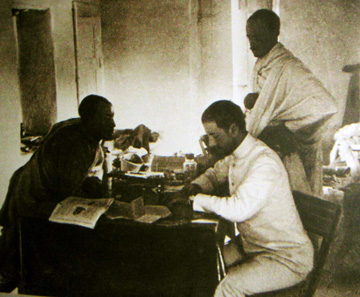
Николай Гумилёв в Африке

Тем не менее после возвращения на родину, когда душевный кризис был в основном преодолён, упомянутые «декоративные жирафы» начали периодически появляться в стихах Гумилёва; тогда же возникла постоянная героиня — «печальная, углублённая в себя, таинственная» женщина.
В сборнике «Романтические цветы», изданном в Париже, было указано: «Посвящается Анне Андреевне Горенко». На первом листе подаренного Анне Горенко экземпляра этой книги сохранилась надпись Гумилёва: «Моей прелестной царице и невесте как предсвадебный подарок предлагаю эту книгу».

## Литературный анализ
По мнению литературоведа Павла Фокина, герой искренне пытается отвлечь свою подругу от печальных мыслей. Однако «её он любит не больше, чем свои сказки». Она же слышит в словах рассказчика не столько утешение, сколько укор: «Но ты слишком долго вдыхала тяжёлый туман, / Ты верить не хочешь во что-нибудь, кроме дождя». Этим стихотворением Гумилёв во многом предопределил дальнейшие отношения с любимой, убеждён Фокин: она и впредь будет отстраняться от его историй о приключениях в неведомых странах.

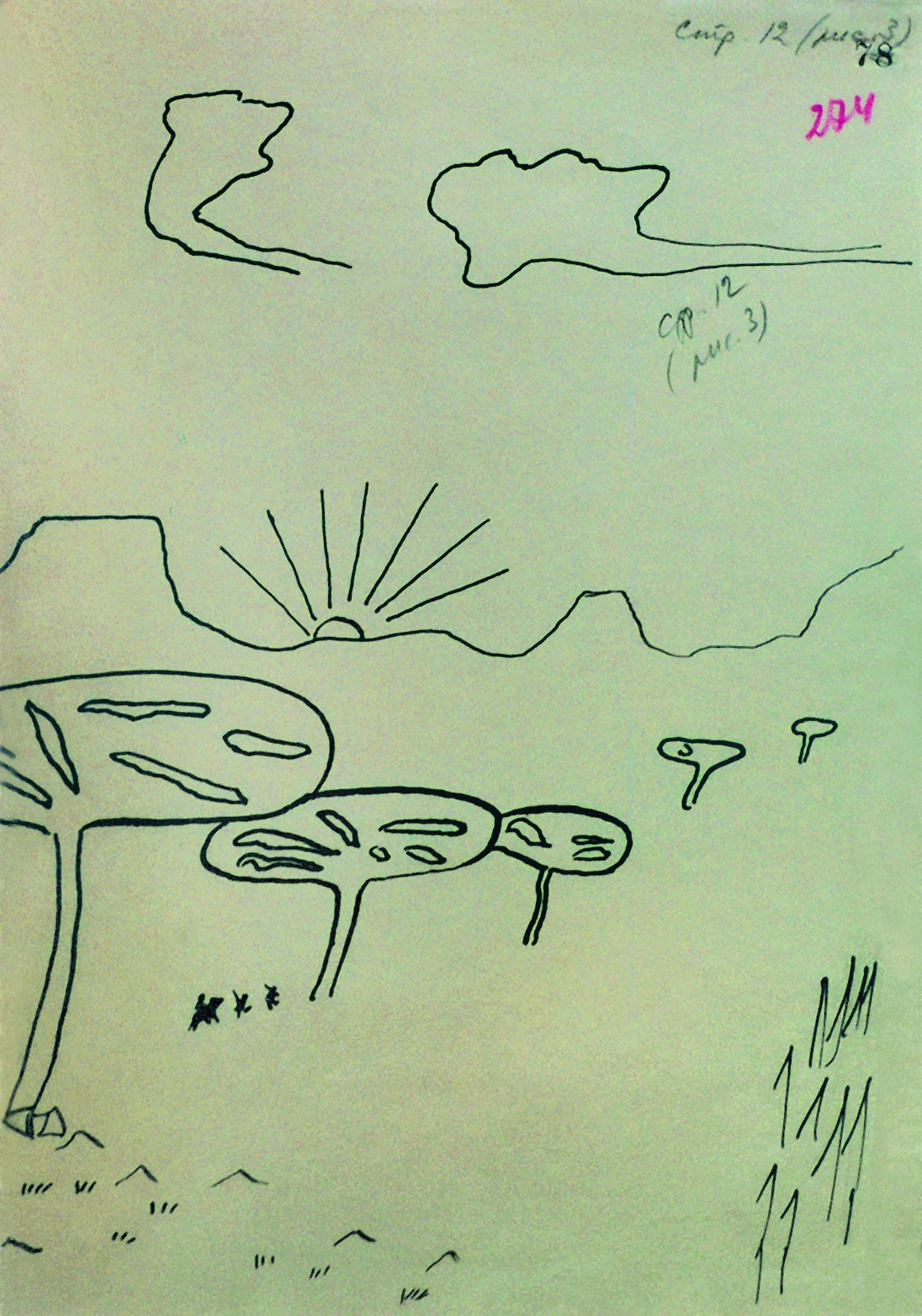
Африканский рисунок Гумилёва. Из коллекции П. Н. Лукницкого

Литературовед Игорь Сухих, обративший внимание на отсутствие подробного портрета героини (есть лишь упоминание про тонкие руки, обнявшие колени), угадывает в «Жирафе» скрытую драму; все попытки рассказчика понять настроение женщины тщетны; герой беспомощен перед её слезами:
На смену бесстрашному путешественнику приходит робкий влюблённый, с трудом понимающий женскую душу, но с достоинством принимающий своё поражение.
Стихотворение строится на контрасте; лаконичный образ героини противопоставлен действию, параллельно развивающемуся в «африканской части». Так, если её взгляд «особенно грустен», то в противовес создаётся картина «радостного птичьего полёта». Стремление женщины «обнять колени» и отгородиться, уйти в свои переживания наталкивается на «развёрнутый антитетический ряд». В то же время ей присуща та изысканность, которая является основной характеристикой и сказочного жирафа.
Филолог Д. В. Соколова разделяет структуру стихотворения на две части: одна из них представлена конкретными образами, включающими озеро Чад, мраморный грот и стройные пальмы; другая — абстрактная — связана с повествованием о сложных взаимоотношениях героя и героини.

## Отзывы и рецензии
В первые годы после выхода «Романтических цветов» отзывы о включённых в сборник стихах были разноречивыми. Если Валерий Брюсов назвал их «красивыми, изящными и по больше части интересными по форме» (с оговоркой, что это всего лишь «ученическая книга»), то газета «Царскосельское дело» и журнал «Русская мысль» дали весьма язвительную оценку творчеству Гумилёва.
Появление этих рецензий позволило Ахматовой впоследствии говорить о «явной травле со стороны озверелых царскоселов»; в архиве литературного критика Николая Пунина сохранилась запись о том, что Гумилёв многих пугал своим стремлением к экзотике — «жирафами, попугаями, озером Чад, странными рифмами, дикими мыслями»:
Он пугал… но не потому, что хотел пугать, а от того, что сам был напуган бесконечной игрой воображения в глухие ночи, среди морей, на фрегатах, с Лаперузом, да Гамой, Колумбом.
В весьма подробном анализе сборника, сделанном критиком Андреем Левинсоном (1909), указывалось, что «поэтический мирок» автора уходит корнями во французскую поэзию, а стихотворение «Жираф» («Озеро Чад») не способно увлечь ни читателя, ни его героиню.

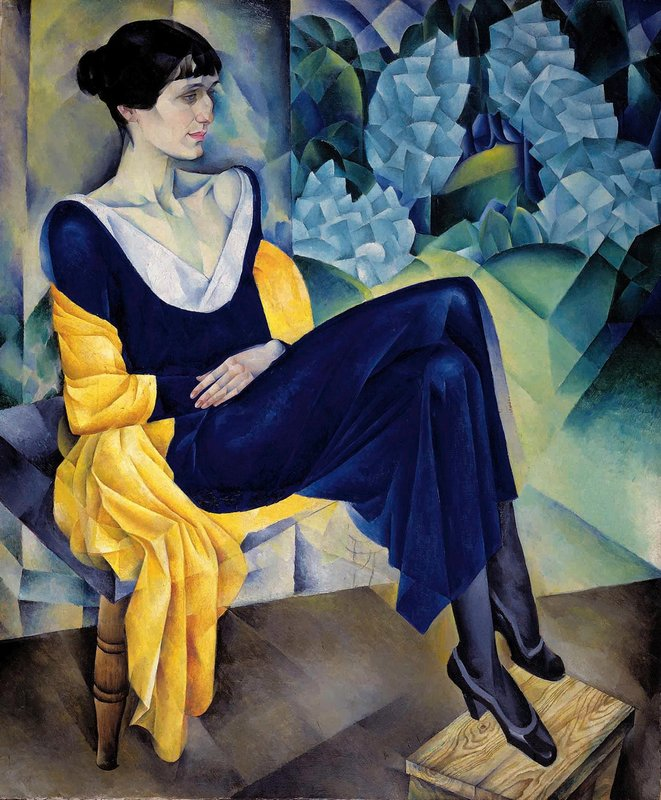
Анна Ахматова. Портрет работы Натана Альтмана

Публицист Иванов-Разумник через двенадцать лет после выхода стихотворения с ехидством замечал, что в ту пору, когда мир сотрясается от глобальных событий, «по садам российской словесности размеренным шагом „изысканный бродит жираф“». Определённая ироничность по отношению к этому стихотворению и его автору сохранялась достаточно долго: так, сын Корнея Чуковского Николай рассказывал в книге воспоминаний со ссылкой на отца, что в редколлегии «Всемирной литературы» Гумилёва за глаза называли «изысканным жирафом».
Писатель Юрий Либединский вспоминал об оценке, которую дал стихотворению Сергей Есенин. Строчка «И руки особенно тонки, колени обняв», по словам Есенина, была написана с «прямым нарушением грамматики», однако отступление от литературной нормы не разрушило структуру стиха, а, напротив, стало демонстрацией мастерства автора: «„обнявшие колени“ — ничего не видно, а „колени обняв“ — сразу видишь позу».
Сочувственным поэтическим откликом на африканское путешествие поэта и его поэтическое подношение возлюбленной была «Баллада о Гумилёве», написанная его ученицей Ириной Одоевцевой. Нина Краснова признавалась, что её знакомство с лирикой Гумилёва началось с «Жирафа»; и мелодия стиха, и его ритм, и даже неточный синтаксис в строке про тонкие руки показались поэтессе восхитительными:
В этой фразе чувствуется излом линии тонких рук, который поэт передал изломом фразы, как это потом сделал Альтман в портрете Анны Ахматовой, в импрессионистическо-кубизмовом стиле.
Журналист Дмитрий Шеваров рассказывал, что когда в его студенческие годы однажды зазвучал переложенный на музыку «Жираф», в зале возникла небывалая тишина. Это сочетание музыки, жирафа и сидевшей рядом девушки стало для него на много лет самым светлым воспоминанием. Что-то очень важное в нашей жизни началось с этого стихотворения Гумилёва, отметил Шеваров.

## Музыка
Песни и мелодекламации на эти слова, с различными мелодиями, записали группа «Квартал», Петр Налич, Валерий Леонтьев, Елена Ваенга, Вячеслав Хрипко, Павел Морозов, Валерий Абаров, Макс Фривинг, проект «Утопический блюз», Елена Нехаева, Брендон Стоун и многие другие.